# Pentelikon

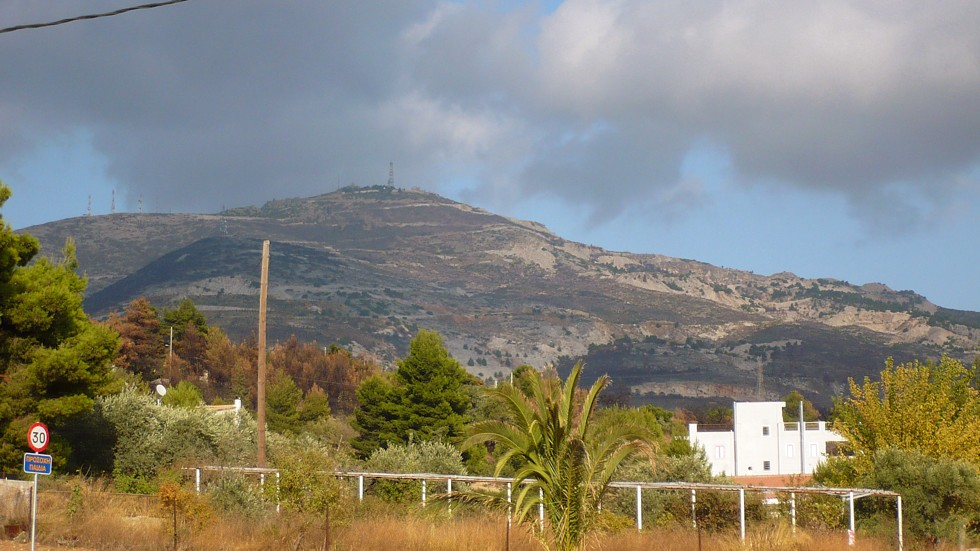
Pentelikon

Pentelikon är en bergskedja i Attika, Grekland. Det ligger cirka 16 km nordöst om Aten och härifrån hämtades marmor till byggnaderna på Akropolis, bland annat Parthenon.